# Thomas Kemmerich
Thomas Kemmerich, né le 20 février 1965 à Aix-la-Chapelle, est un homme politique allemand membre du Parti libéral-démocrate (FDP). Il est ministre-président de Thuringe du 5 février au 4 mars 2020.
Homme d'affaires né en Allemagne de l'Ouest et installé à Erfurt après la Réunification, il est élu au conseil municipal de la ville en juin 2009, puis au Landtag de Thuringe en août. Il perd ce mandat en 2014. Il est désigné président du FDP régional en 2015 et assure son retour au Parlement de l'État fédéré en octobre 2019.
Le 5 février 2020, il est investi ministre-président notamment avec le soutien de l'Alternative pour l'Allemagne (AfD) et succède à Bodo Ramelow. Son élection provoque un séisme politique en Allemagne et au-delà, puisqu'il devient le premier chef de gouvernement allemand porté au pouvoir avec l'appui de l'extrême droite. Il annonce sa démission le lendemain et appelle les députés à convoquer des élections anticipées. Il quitte ses fonctions le 4 mars suivant.

## Formation
En 1984, Kemmerich passe son Abitur au Pius-Gymnasium à Aix-la-Chapelle et termine un apprentissage commercial en gros et au détail jusqu'en 1987. Parallèlement, il étudie le droit à l'Université de Bonn et obtient son diplôme en 1989 avec le premier examen d'État.  

## Carrière professionnelle
Après les changements politiques, Kemmerich arrive à Erfurt et il commence en tant que consultant en affaires indépendant. Il conseille des fermes et des entreprises artisanales. 
À partir de 1991, Kemmerich converti la combinaison de services "coiffure et cosmétiques" et la coopérative de production (PGH) du secteur de la coiffure de Weimar, Rudolstadt, Auerbach et Sömmerda en Friseur Masson GmbH . En 2000, l'entreprise est devenue Friseur Masson AG, dont Kemmerich devient le PDG. 
Thomas Kemmerich est l'un des deux associés directeurs d'Uhrenwerk Weimar GmbH depuis décembre 2017 . 

## Politique

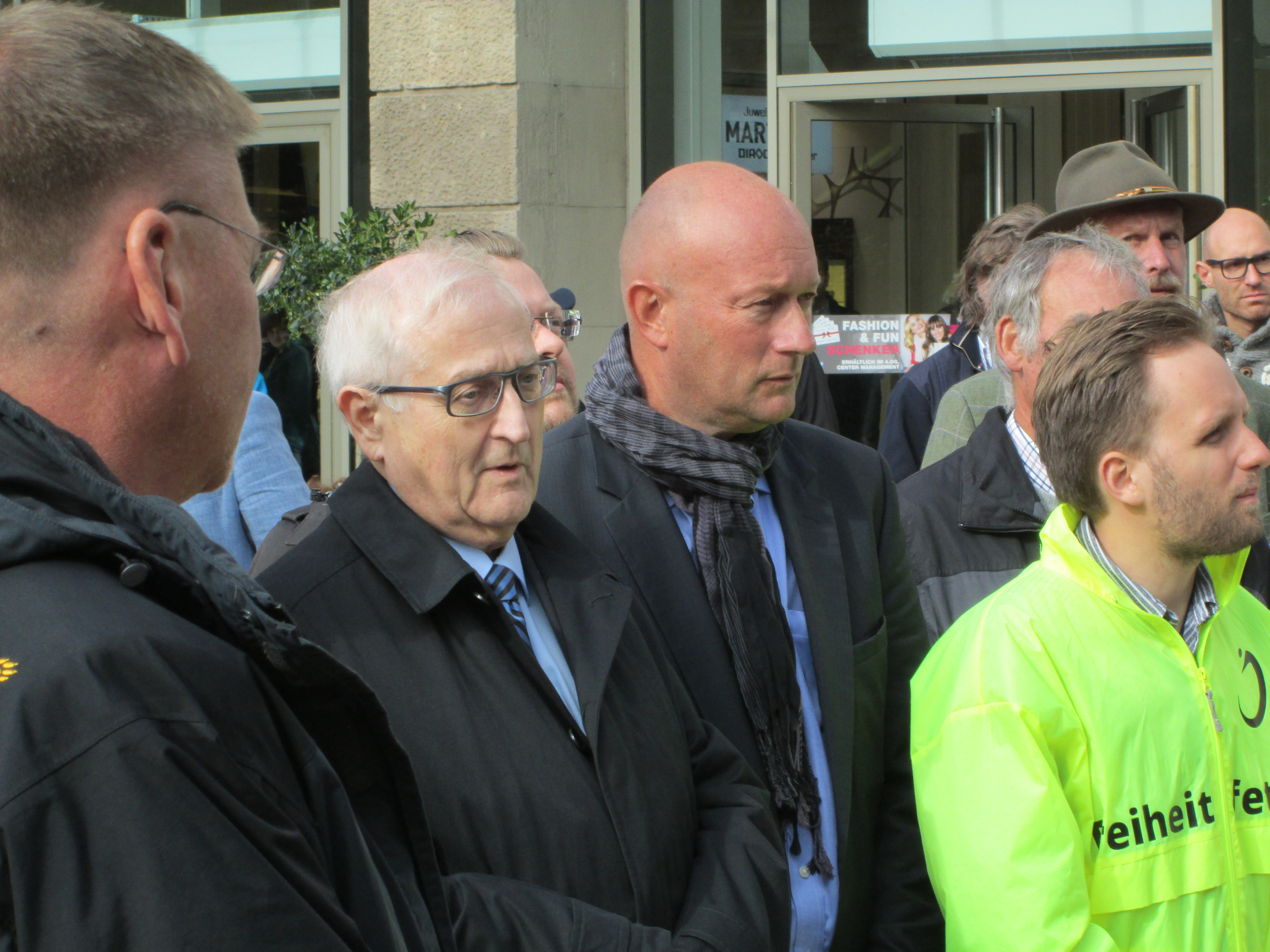
Thomas Kemmerich avec Rainer Brüderle dans la campagne électorale du Bundestag (2013).

Depuis fin 2006, Kemmerich est le président de l'association libérale de la classe moyenne de Thuringe affiliée au FDP, qu'il dirige depuis novembre 2011 en tant que président fédéral. Depuis 2007, il est également président du district du FDP à Erfurt, la capitale de l'État de Thuringe. Aux élections locales de Thuringe en 2009, il ramene le parti au conseil municipal d'Erfurt et en devient le chef de groupe. Lors de l'élection de 2009, il entre également au Landtag de l'État à la troisième place sur la liste du FDP et accompagne le département «Économie, Travail, Technologie» en tant que porte-parole de la politique économique. 
Lors de l'élection du maire à Erfurt le 22 avril 2012, Kemmerich se présente comme candidat du FDP. Avec 2,6% des voix, il reçoit le moins de voix sur les sept candidats. 
Lors des élections d'État en Thuringe en 2014, le FDP sort du Landtag, Kemmerich, qui s'est présenté pour la quatrième place sur la liste du FDP, perd également son mandat. Il est toujours membre du conseil municipal d'Erfurt et est membre d'une faction conjointe du FDP, d'électeurs libres et de pirates. Il est le chef de groupe du groupe parlementaire FDP au conseil municipal d'Erfurt depuis 2019 après les élections prévues. 
Après la démission de Franka Hitzing à la présidence du FDP, Kemmerich est élu le 29 novembre 2015 comme son successeur lors d'une convention spéciale du parti à Stadtroda avec 85 voix sur 143 (59%). 
Pour les élections du Bundestag en 2017, Kemmerich se présente comme candidat du FDP dans la circonscription d'Erfurt - Weimar - Weimarer Land II et comme premier candidat sur la liste d'État du FDP en Thuringe. 
En novembre 2018, il est élu premier candidat du FDP Thuringe pour les élections d'État 2019 à Weimar. Aux élections, le FDP obtient 55 422 voix, représentant 5,0005 % des voix, et retourne ainsi au Landtag. Le 7 novembre 2019, l'entrée du parti au parlement de l'État est confirmée par le directeur du scrutin régional par le résultat final officiel, seulement 73 voix ont permis cette entrée. Le groupe FDP est composé de cinq membres et Kemmerich est élu à la tête du groupe. Kemmerich démissionne de son mandat au Bundestag le 14 novembre 2019, Reginald Hanke le remplace. 
Il mène une campagne marquée à droite, attaquant le parti de gauche Die Linke qu'il estime issu de l'ancien gouvernement communiste est-allemand, ainsi que les Verts, prenant position contre la construction d’éoliennes, s’opposant à l’entrée d’un Vert au ministère de l’Agriculture, dénigrant les manifestants pour le climat et dénonçant « l’hystérie climatique ». Il se prononce pour un glissement de son parti vers des positions plus conservatrices sur la question migratoire et climatosceptiques.  

### Ministre-président de Thuringe

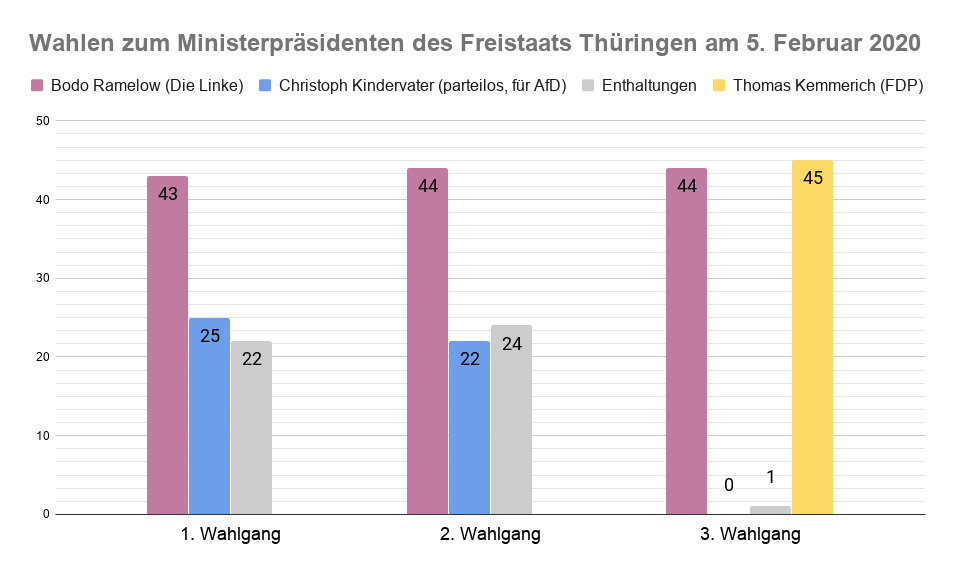
Le 5 février 2020, les membres du Landtag de Thuringe élisent Thomas Kemmerich au poste de ministre-président de Thuringe lors du troisième tour de scrutin, pour lequel seul le plus de voix est requis.

Le 5 février 2020, Thomas Kemmerich se porte candidat au poste de ministre-président de Thuringe au troisième tour de scrutin, aucun candidat n'ayant obtenu la majorité absolue lors des deux scrutins précédents. Les candidats opposés sont le titulaire sortant Bodo Ramelow (Die Linke) et le maire indépendant Christoph Kindervater proposé par le groupe parlementaire AfD, qui ont tous deux déjà participé aux premier et deuxième tours de scrutin. Lors du vote, Kemmerich obtient 45 voix, Ramelow 44 voix et Kindervater aucune. Étant donné que seule une majorité relative et non une majorité absolue est requise au troisième tour de scrutin, Kemmerich est élu ministre-président de Thuringe. 
Après Reinhold Maier, Thomas Kemmerich est le deuxième ministre-président FDP de l'histoire de la République fédérale d'Allemagne. Il est le premier chef de gouvernement élu depuis 1945 avec les voix d'un parti classé à l'extrême droite. Après son élection, il exclut de nouveau toute coopération avec l'AfD.
Il annonce sa démission dès le lendemain et demande la dissolution du Landtag. Il démissionne effectivement deux jours plus tard et assure la gestion des affaires courantes jusqu'à l'élection de son successeur, Bodo Ramelow, qui redevient ministre-président le 4 mars suivant.

## Vie privée
Kemmerich est catholique et depuis le milieu des années 1990, est marié à une employée de banque d'Erfurt. Ensemble, ils ont trois fils et trois filles.  Kemmerich vit à Erfurt et Weimar. 